# Catherpes
Catherpes is een geslacht van zangvogels uit de familie winterkoningen (Troglodytidae).

## Soorten
Het geslacht kent de volgende soort:
- Catherpes mexicanus – Kloofwinterkoning